# 사슴의 왕
《사슴의 왕》(일본어: 鹿の王 ユナと約束の旅, 영어: The Deer King)은 2022년에 개봉한 일본의 애니메이션, 액션, 모험, 판타지 영화이다.
 안도 마사시와 미야지 마사유키가 감독을 키시모토 타쿠가 각본을 맡았다.
 일본은 2022년 2월 4일에 대한민국은 2023년 5월 25일에 개봉되었다.

## 줄거리
츠오르 제국에게서 고향을 지키려 했던 외뿔단 수장 반은 잡혀서 노예가 되고

소금광산에서 일하던 어느 밤 검은 짐승들이 습격하고 반도 물리게 되지만

여자아이로 유나로 인해 깨어난 반은 함께 소금광산을 탈출하게 되고

소금광산의 사건을 조사하던 중 의사 홋사르에 의해 전염병 미차르가 발병함과

짐승에게 물리고도 살아남은 사람이 있음을 알고 반을 추격하기 시작하는데...

## 출연진

### 주연
- 츠츠미 신이치 - 반 목소리 역
- 타케우치 료마 - 홋사르 목소리 역
- 안 - 사에 목소리 역

### 조연
- 키무라 히스이 - 유나 목소리 역
- 아베 아츠시 - 요타루 목소리 역
- 야스하라 요시토 - 투림 목소리 역
- 사쿠라이 토오루 - 마코우칸 목소리 역
- 나카 히로시
- 겐다 텟쇼
- 니시무라 토모미치
- 아오야마 유타카